# Perron de Petit-Rechain
Le perron de Petit-Rechain appelé aussi le pilori de Petit-Rechain est un monument érigé sur la place Xhovémont, au centre du village de Petit-Rechain, dans la commune de Verviers, à l'est de la province de Liège en Belgique.

## Historique
Le perron, symbole des libertés communales, est érigé à Petit-Rechain en octobre 1784 par le baron Henri-Frédéric de Libotte, seigneur du lieu. Ce perron est dressé quelques années avant la fin de l'Ancien Régime. Le village de Petit-Rechain faisait alors partie du quartier wallon du duché de Limbourg alors que Verviers appartenait au marquisat de Franchimont dépendant de la principauté de Liège.

## Situation
Le perron est situé sur la place Xhovémont de Petit-Rechain où se situe aussi l'église Saint-Martin.

## Description
Le perron est constitué d'une colonne circulaire en pierre bleue à socle et couronnement moulurés, portant les armoiries du baron de Libotte et de son épouse sculptées sur la partie supérieure de la colonne. Le perron repose sur une base carrée en pierre calcaire. La colonne est surmontée d'une vasque sculptée en pierre bleue.